# Armando Bayo Cosgaya
Armando Bayo Cosgaya (* 14. April 1922 in Madrid; † 3. Mai 1972 in Havanna) war ein kubanischer Diplomat. Er war von 1963 bis 1965 Geschäftsträger der Republik Kuba in der DDR.

## Leben
Er trat nach 1959 in den diplomatischen Dienst der Republik Kuba und war in Österreich und der Schweiz tätig. Im September 1960 weilte er als Vertreter der Revolutionären Regierung der Republik Kuba zu den Trauerfeierlichkeiten für den verstorbenen Präsidenten Wilhelm Pieck in der DDR. Am 12. September 1960 war er Gast der 14. Plenartagung der  Volkskammer, die Walter Ulbricht zum Vorsitzenden des Staatsrates der DDR wählte. Am 21. Mai 1963 trat er sein Amt als Geschäftsträger a. i. der Republik Kuba in der DDR an. Am 3. Februar 1965 begrüßte er Héctor Rodríguez Llompart in Ost-Berlin, der ihn nunmehr im Rang eines Botschafters als neuer Vertreter Kubas in der DDR ablöste. Im Februar 1965 wurde er für seine Arbeiten über Alexander von Humboldt mit dem kubanischen Literaturpreis ausgezeichnet. Diese Arbeit Armando Bayos entstand während seiner vierjährigen Tätigkeit als diplomatischer Vertreter seines Landes in der DDR.